# Артур Карри (Расширенная вселенная DC)
А́ртур Ка́рри (англ. Arthur Curry), также известный как Акваме́н (англ. Aquaman) — персонаж Расширенной вселенной DC (DCEU), основанный на одноимённом супергерое DC Comics. Его роль исполняет американский актёр Джейсон Момоа. Первоначально появившись в эпизодической роли в фильме «Бэтмен против Супермена: На заре справедливости» (2016), персонаж сыграл заметную роль в фильме «Лига справедливости» (2017) и его режиссёрской версии, а позже стал героем своего собственного фильма «Аквамен» (2018). Момоа также появился в финале первого сезона сериала HBO Max «Миротворец» и фильме «Флэш» (2023). DCEU знаменует собой первое изображение Аквамена в кино, где его персонаж был переосмыслен по сравнению со своим вариантом из комиксов.

## Разработка и изображение

### Изображение Аквамена в поп-культуре и ранние попытки создания фильмов
Впервые появившись в 1941 году в сюжетных линиях DC Comics, Аквамен был адаптирован для телевидения с помощью таких мультфильмов, как «Час приключений Супермена и Аквамена» и «Супер друзья». Его также адаптировали для фильмов Анимационной вселенной DC и он был упомянут или кратко изображён в телесериалах, таких как «Тайны Смолвиля», и телевизионном пилоте, основанном на персонаже, который был спродюсирован The CW с Джастином Хартли в роли Артура «Эй-Си» Карри / Аквамена. Тем не менее, Аквамен также неоднократно упоминался в различных медиа как объект шуток из-за его чудаческого изображения в некоторых медиа, а такие шоу, как «Теория большого взрыва», «Южный Парк» и «Робоцып», высмеивали или пародировали его персонажа.
Попытки вывести Аквамена на большой экран начались в 2000-х годах. В 2004 году, FilmJerk.com сообщил, что Алан и Питер Ричи из Sunrise Entertainment планировали вывести Аквамена на большой экран для Warner Bros., а сценарий был написан Робертом Беном Гарантом. Однако эта попытка провалилась. В 2007 году Сантьяго Кабрера получил роль Аквамена в фильме о Лиге справедливости под названием «Лига справедливости: Смерть». Этот фильм также был заброшен позже в том же году. Годы спустя стало известно, что на студии Леонардо Ди Каприо Appian Way Productions разрабатывается фильм об Аквамене, хотя этот фильм также так и не был создан.

### Кастинг и исполнение
«Приятно не быть седьмым Бэтменом. Приятно быть первым. И удачи стать следующим.»
Актёр Джейсон Момоа был выбран на роль Артура Карри / Аквамена в Расширенной вселенной DC после успеха «Человека из стали», причём Джефф Джонс сказал «Variety», что Аквамен был приоритетным персонажем для студии, как только DCEU дали зелёный свет. Момоа говорит о своём изображении персонажа, первом в кино: «Приятно не быть седьмым Бэтменом. Приятно быть первым. И удачи стать следующим». Момоа также отмечает сходство между своим персонажем и самим собой, например, «чувство связи с водой» с своими коренными гавайскими предками по отцовской линии, воспитание одним родителем и проживание в двух совершенно разных местах в юности, а именно на Гавайях и в Айове. Он утверждает, что эта роль «определенно ко мне самому самая близкая, которую я когда-либо играл».
Для съёмок в фильмах Момоа и другим актёрам и дублёрам-каскадёрам пришлось научиться сражаться с трезубцем. Они также были прикреплены к специальному снаряжению во время съёмок, чтобы имитировать борьбу под водой. Специально для «Аквамена» несколько студий спецэффектов, такие как Industrial Light & Magic (ILM), Method Studios, Scanline VFX, Digital Domain и другие, были задействованы для рендеринга сцен Артура под водой и боевых действий, а также движения волос в воде, причём эффекты были видны в таких сценах, как первая дуэль Орма и Артура, битва Артура и Меры с Чёрной Мантой и визит Артура и Меры во Впадину. Специально разработанный кадр со скоростью 700 кадров в секунду был использован в сцене, где камера проходит сквозь глаза Артура.
В «Аквамене» молодого Артура Карри изображают различные актёры, в том числе неуказанный в титрах младенец, Тайну и Тамор Кирквуд в возрасте 3 лёт, Каан Гульдур в возрасте 9 лет, Отис Дханджи в возрасте 13 лет и Кекоа Кекумано в возрасте 16 лет.

### Характеризация и темы

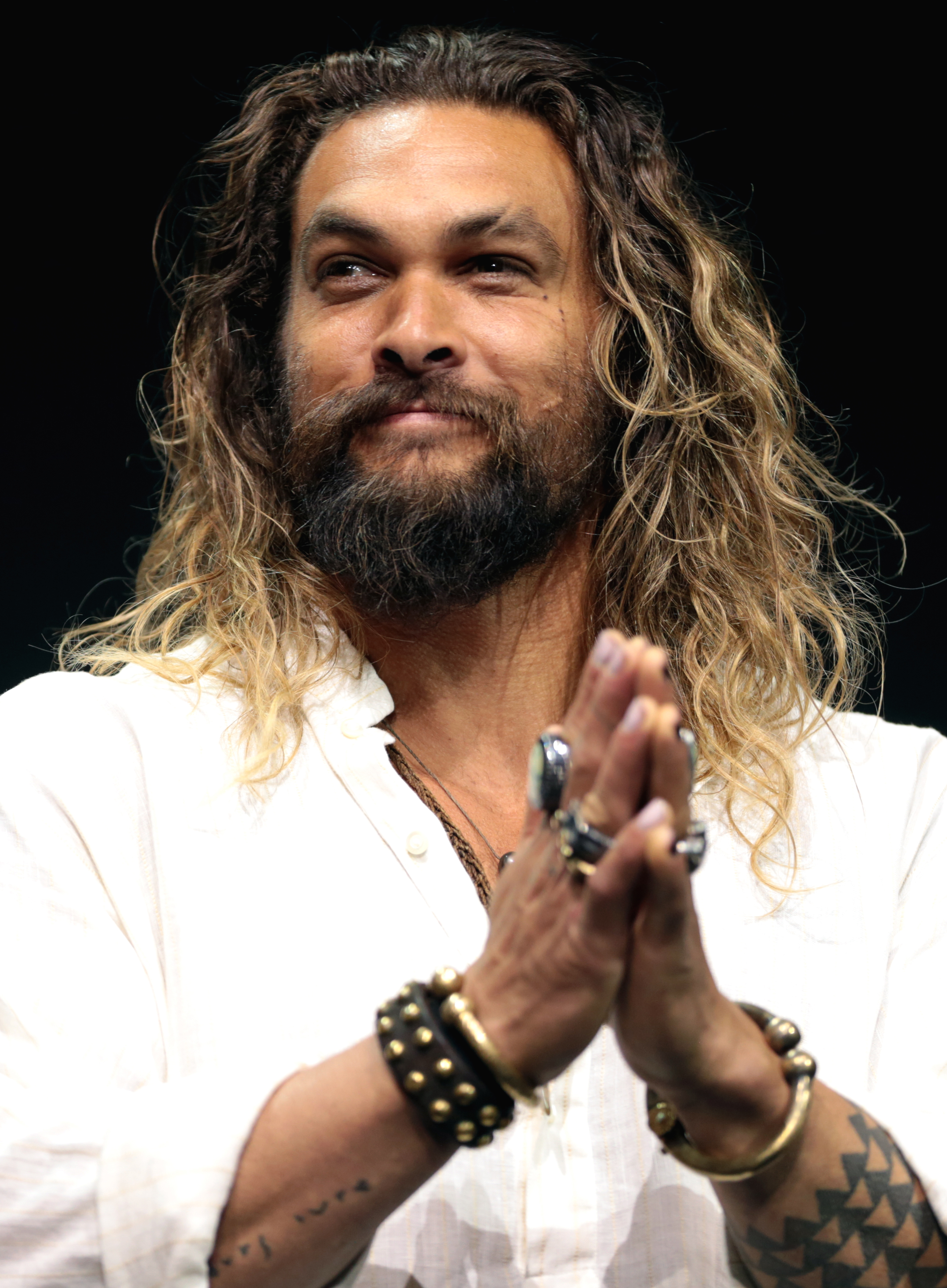
Критики отметили сходство между Джейсоном Момоа и его персонажем, который, как описывает Момоа, «ко мне самому самая близкая, которую я когда-либо играл».

В отличие от традиционных изображений Аквамена в комиксах, итерация персонажа DCEU имеет совершенно иную внешность, в том числе покрыта татуировками и ведёт себя грубо. Майлз Суррей из The Ringer описывает изображение Аквамена в фильмах как «естественное продолжение изображающего его человека, Джейсона Момоа, который однажды пробовался на роль Кхала Дрого в „Игре престолов“, исполнив хаку». Кларисса Лафри из The Independent отмечает, что Аквамен, некогда ставший объектом многих шуток из-за его «кричащего оранжево-зелёного наряда, обесцвеченных светлых волос и дружеских отношений с морскими тварями» в комиксах и «Супер друзьях», был переосмыслен как мускулистый герой с трезубцем. Она говорит о Момоа: «Актёр — полная противоположность Аквамену, которого мы знаем. Этот Аквамен — классный».
Артур Карри, как он изображён в фильмах, описывается как высокомерный, но добросердечный и самосознательный, а также был назван создателями фильмов «аутсайдером» и «изгоем». Как и другие супергерои DCEU, такие как Супермен / Кларк Кент и Бэтмен / Брюс Уэйн, Артур сталкивается с неуверенностью в себе, отчасти из-за чувства отчуждения как от человечества, так и от атлантов из-за своего полуатлантического, получеловеческого наследия, но не страдает от измученной психики, как двое других. Артур скрывает свою неуверенность и беспокойное прошлое за жёстким и пугающим отношением, предпочитая отчуждаться от других и почти никогда ни к кому не проявляя сочувствия. Он не особенно стремится раскрыть свой потенциал царя и присоединиться к героизму, первоначально отклоняя просьбы о помощи от Брюса Уэйна и Меры. Тем не менее, он может быть более расслабленным и дружелюбным с теми, кому он доверяет и с кем близок, такими как его отец и Мера, и демонстрирует то, что Суррей называет «братским очарованием». Несмотря на свою несколько мрачную и устрашающую внешность, Артур в конечном счёте самоотверженный и сострадательный человек, о чём свидетельствует то, что он часто посещает исландскую рыбацкую деревню зимой, чтобы накормить её голодных жителей рыбой, и старается не наносить сопутствующий ущерб мирным жителям во время своих сражений. Он также проявляет сухое чувство юмора и считается любителем острых ощущений, а также довольно умён и свободно говорит на нескольких языках, подобно Чудо-женщине / Диане Принс.

## Биография персонажа

### Ранняя жизнь и обучение

Кекоа Кекумано в роли 16-летнего Артура в фильме «Аквамен»

Артур Карри родился в 1986 году в семье Томаса Карри, смотрителя маяка в штате Мэн, и Атланны, королевы Атлантиды. Атланна поручает своего сына Артура своему доверенному советнику Нуйдису Вулко для обучения, оставляя ему свой трезубец, и добровольно возвращается в Атлантиду, где её приговаривают к верной смерти через изгнание во Впадину за незаконное рождение Карри. Взрослея, у Карри не получается контролировать свои способности, такие как общение с морскими существами и дыхание под водой, а позже обнаруживает их, отбиваясь от хулиганов. Позже его обучает Вулко, хотя он отвергает Атлантиду, узнав о предполагаемой казни своей матери.

### Запись с камер наблюдения
В 2015 году в файлах, которые Брюс Уэйн взял у Лекса Лютора, показаны кадры, на которых Карри атакует беспилотник АНБ, следовавший за ним в Тихом океане. Карри — один из нескольких металюдей, которых Лютор исследовал в попытке шантажировать их. Уэйн отправляет эту информацию коллеге-метачеловеку Диане Принс.

### Битва со Степным Волком

#### Театральная версия
В 2017 году Уэйн и Принс продолжают свои планы по вербовке металюдей, названных в файлах Лютора, чтобы сформировать команду супергероев в отсутствие Супермена, особенно после того, как возникает глобальная угроза, когда Степной Волк прибывает в попытке уничтожить всю жизнь на Земле. Уэйн пытается завербовать Карри, которого он встречает в отдалённой исландской деревне. Несмотря на то, что Уэйн раскрывает свою тайную личность как Бэтмена, Карри сердито отклоняет предложение Брюса, пока не замечает, что Парадемоны Степного Волка вторгаются в Атлантиду. Он помогает принцессе Мере бороться с демоном, хотя оба побеждены, когда Степной Волк забирает Материнский куб, находящийся под защитой атлантов. Мера убеждает Карри пойти за Степным Волком после упоминания его матери, которая, по его мнению, бросила его.
Карри, который изначально негодовал на атлантов, передумал и приходит на помощь команде Уэйна, в которую теперь входят Принс, Барри Аллен и Виктор Стоун, спасая команду от стены воды после того, как они помешали Степному Волку забрать Материнский куб, охраняемый людьми, под заливом между Метрополисом и Готэм-Сити.
Присоединившись к команде навсегда, Карри выражает скептицизм, когда Бэтмен решает использовать Материнский куб, чтобы воскресить Супермена. Хотя команда успешно оживляет его, Супермен, потерявший свои воспоминания, спровоцирован недолго нападать на группу. В перепалке Степной Волк забирает последний Материнский куб, так как он был оставлен без присмотра. Когда Супермен уходит с Лоис Лейн, чтобы вернуть свои воспоминания, пятеро других героев восстанавливают силы в Бэтпещере. Поскольку команда решает снова противостоять Степному Волку без Супермена, Карри произносит страстную речь, выражая благодарность за встречу с другими металюдьми и за то, что он стал частью чего-то большего, чем он сам, на случай, если они умрут.
Карри принимает участие в битве, защищая Киборга, когда он пытается разделить Материнские кубы, хотя Степной Волк срывает план команды. Однако прибывает Супермен, позволяя команде победить демона, который, охваченный страхом, отступает обратно на Апоколипс, когда его собственные приспешники нападают на него.

#### Режиссёрская версия
Карри объясняет, что хочет «покоя», когда Уэйн приглашает его присоединиться к его команде. Нуйдис Вулко умоляет Карри помочь ему защитить Материнский куб Атлантиды, когда сводный брат Артура Орм Мариус отказывается посылать помощь, отдавая Карри доспехи и трезубец его матери. Карри лично спасает Меру, перехватывая топор Степного Волка при попытке защитить Материнский куб. После спасения команды в гавани Готэма, Карри присоединяется к единогласному голосованию членов команды за воскрешение Супермена, хотя позже он выражает сомнение. Он и Принс присоединяются к Стоуну и Аллену в раскопках тела Кларка Кента в Смолвиле, а Карри и Принс беседуют об историческом соперничестве между атлантами и амазонками, с которым они оба не согласны. Карри также выражает обеспокоенность по поводу того, что Стоун совершит последнее нападение на Материнские кубы всего через несколько часов после смерти своего отца Сайласа.
После того, как Стоун и Супермен разделяют Материнские кубы в России, Аквамен пронзает Степного Волка своим трезубцем, прежде чем Супермен посылает его через стреловую трубу, а Чудо-женщина обезглавливает его. После битвы Карри прощается с Вулко и Мерой, чтобы повидаться со своим отцом Томасом.

### Царь Атлантиды
Через год после поражения Степного Волка Карри начал уделять больше времени вигилантизму, официально получив прозвище Аквамен от СМИ, к большому своему огорчению. Он противостоит пиратам, захватившим российскую подводную лодку класса «Акула». Их лидер, Джесси Кейн, погибает после неудачной попытки убить Карри, и его сын Дэвид клянётся отомстить. Орм Мариус, царь Атлантиды и сводный брат Карри, убеждает царя Нерея из Ксебела помочь объединить Атлантиду и напасть на поверхностный мир за загрязнение океанов. Нерей отмечает, что если Орм объединит все четыре царства, он получит титул Повелителя Океана, командующего самой могущественной силой на планете.
Мера, помолвленная с Ормом, отказывается им помогать и пытается завербовать Карри, чтобы остановить войну. Она завоёвывает его доверие, спасая отца Карри Томаса от цунами, вызванного Ормом. Карри неохотно сопровождает Меру на встречу с Вулко, который убеждает Карри найти Трезубец Атлана, магический артефакт первого правителя Атлантиды, чтобы вернуть себе законное место царя. Они попадают в засаду, устроенную людьми Орма, и Карри попадает в плен. Его заковывают в цепи и представляют Орму, который винит его и поверхность за смерть Атланны. Орм предлагает Карри возможность уйти навсегда, но Карри вызывает его на поединок в кольце подводной лавы. Орм одерживает верх и чуть не убивает Карри, прежде чем Мера спасает его.
Карри и Мера отправляются в павшее Царство Пустынников, скрытое под пустыней Сахара, где был выкован трезубец, и открывают голографическое сообщение, которое приводит их на Сицилию, Италия, где они получают координаты трезубца. Затем на них двоих нападает Дэвид, который теперь вооружён оружием атлантов и доспехами Орма и называет себя Чёрной Мантой. Карри застигнут врасплох и ранен, но ему удаётся победить Дэвида, а Мера уничтожает устройство слежения от Орма, замаскированное под подаренный ей браслет. В пункте назначения Карри и Мера отбиваются от земноводных монстров Впадины, и червоточина переносит их в неизведанное море в центре Земли. Они воссоединяются с Атланной, которая 20 лет назад пережила своё изгнание во Впадину и сбежала в неизведанное море, живая и здоровая.
Карри сталкивается с Каратеном, мифическим левиафаном и хранителем трезубца, и выражает свою решимость защитить как Атлантиду, так и поверхность, доказав своё достоинство и заполучив трезубец, который даёт ему контроль над семью морями. Карри и Мера с помощью Каратена и Падших ведут армию морских существ против Орма. Последователи Орма принимают Карри как истинного царя, узнав, что он владеет трезубцем Атлана. Карри побеждает Орма в бою, но сохраняет ему жизнь, и Орм принимает своё наказание, узнав, что Карри спас их мать. Атланна воссоединяется с Томасом, в то время как Карри восходит на трон вместе с Мерой.

### Проект «Бабочка»
Некоторое время спустя Аманда Уоллер вызывает Карри, чтобы помочь линчевателю Кристоферу Смиту / Миротворцу и группе агентов A.R.G.U.S. в их борьбе с инопланетным паразитическим видом, Бабочками, вместе с другими членами Лиги справедливости Дианой Принс, Кларком Кентом и Барри Алленом. Однако они прибывают слишком поздно, чтобы помочь, так как Смит и агенты уже убили почти всех Бабочек. Там Смит противостоит Лиге по поводу их несвоевременности и высмеивает Карри по поводу слухов о том, что он вступил в половую связь с рыбой, к большому его раздражению.

### Исчезновение и восстановление
После того как Барри Аллен, переместившись в прошлое, меняет события, предотвратив смерть своей матери Норы, он попадает в альтернативный 2013 год, куда вот-вот вторгнутся войска генерала Зода. Он и его версия из 2013 года пытаются собрать Лигу справедливости и связываются с Томасом Карри, чтобы узнать о местонахождении Артура. Однако в этой нити времени Томас не встречался с Атланной, и, следовательно, Артура не существует. Позже, когда Барри восстанавливает нить времени, он встречает пьяного Артура и рассказывает ему о своих приключениях.

## Альтернативные версии

### Победа Степного Волка
В «Лиге справедливости Зака Снайдера» показан момент, когда Материнские кубы сходятся, убивая Карри и Лигу справедливости. Эта версия событий стирается, когда Барри Аллен входит в Спидфорс и обращает время вспять.

### Реальность Кошмара
В видениях будущего, которые получают Стоун и Уэйн, Дарксайд лично убил Артура в какой-то момент, поработив Землю и превратив Супермена в своего приспешника, что побудило Меру присоединиться к силам сопротивления Бэтмена, чтобы отомстить.

## Другие появления

### «Аквамен: Король Атлантиды»
Хотя анимационный мини-сериал HBO Max «Аквамен: Король Атлантиды» не является каноническим по отношению к основной DCEU, он ссылается на несколько событий из фильмов и происходит вскоре после того, как Артур становится царём в «Аквамене». В сериале его озвучивает Купер Эндрюс.

### Видеоигры
Версия Аквамена из Расширенной вселенной DC была включена в видеоигру Lego DC Super-Villains 2018 года. Наряду с появлением в качестве игрового персонажа, были включены два уровня, основанные на фильме 2018 года. Этот персонаж также был показан в качестве персонажа в онлайн-видеоигре Fortnite. Были выпущены два скина, один из которых был его костюмом царя Атлантиды, а другой — его альтер эго Артура Карри.

## Реакция
Переосмысление Аквамена в DCEU получило всеобщую похвалу на протяжении всего появления персонажа в DCEU, что привело к возобновлению интереса к персонажу. Майлз Суррей описал образ персонажа Джейсона Момоа как «освежающий». В трёхзвёздочном обзоре на фильм «Аквамен» Джеффри Макнаб пишет, что «самоуничижительная» игра Момоа помогла сбалансировать зловещесть фильма и что фильм в целом стал улучшением по сравнению с предыдущими частями серии фильмов, такими как «Бэтмен против Супермена» и «Лига справедливости». Мэтт Золлер Сайц из RobertEbert.com также отмечает, что Аквамен, изображённый в фильме, способен уравновесить абсурдность серьёзными вещами. Кроме того, некоторые аналитики отметили сходство между Акваменом Момоа и Тором Криса Хемсворта в Кинематографической вселенной Marvel.

## Комментарии
1. ↑  Как было установлено в начале фильма «Аквамен» (2018).
2. ↑  Джейсон Момоа и режиссёр Джеймс Ван уточнили, что действие «Аквамена» происходит после «Лиги справедливости Зака Снайдера», а не после театральной версии.[22]